# Agathis dichroptera
Agathis dichroptera är en stekelart som beskrevs av Alexeev 1971. Agathis dichroptera ingår i släktet Agathis och familjen bracksteklar. Inga underarter finns listade i Catalogue of Life.